# Тремтіння землі 2: Повторний удар
«Тремтіння Землі 2: Повторний удар» (англ. Tremors 2: Aftershocks) — американський комедійний фільм жахів С. С. Вілсона, знятий 1996 року.

## Сюжет
Персонаж попереднього фільму Ерл Бассет повинен поїхати у Мексику, тому що там у шахтах виявлена така сама тварюка, як і у містечку Перфекшн. Він планує винищити грабоїдів тим самим способом, що і у першій частині. Тільки тепер бомби закладені у машинки на дистанційному керуванні. Ерл керує цими машинками, щоб спрямувати їх до грабоїдів. Коли монстр ковтає машинку, Ерл тисне на детонатор, і грабоїда розриває вибухом. Грейді Гувер, тепер напарник Ерла, приїжджає з керівником шахти. Він запропонував 50 000 доларів за одного грабоїда, проте Ерл вагався. Але коли Ерл дізнається, що Грейді його палкий фанат, то погоджується вбити грабоїдів. Згодом, до Ерла та Грейді приєднується Кейт Райлі, геолог нафтової компанії.
Коли полювання на грабоїдів йде скрутно, Ерл вимушений звернутись по допомогу до свого старого друга Берта. Той без вагань погоджується. Мексиканська армія забезпечує його вантажівкою, вибухівкою та іншими видами зброї. Та коли Берт приїжджає на місце, усі дізнаються неприємну новину: Гезер розлучилась з Бертом.
І ось Берт, Ерл і Грейді вирушають на полювання. Берт на своїй вантажівці їде в один бік, а Ерл і Грейді у інший. Все відбувається за планом, поки грабоїд не починає тікати від Ерла та Грейді. Вони знаходять його, та монстр дивно поводиться: вилізши на поверхню, він ні на що не реагує. Грабоїд тільки штовхнув машину, і пікап розбився. Вночі грабоїд почав ревіти, а коли Грейді пішов перевірити стан черв'яка, то виявив його животі велику дірку. Ерл та Грейді зрозуміли, щось з грабоїда щось вилізло та втекло. Тут їм на допомогу почав їхати Педро, головний автомеханік. Та на півдорозі, він зупинився. Коли герої пішли перевірити, що з ним сталось, то виявилось, що машина розтрощена, а від Педро залишились лише руки.
Така сама картина чекала їх на радіостанції. Виявилося, що підземні червоподібні грабоїди — це личинки наземних двоногих істот, яким дають назву «шрайкери». Зранку до стривоженої Кейт приходить Хуліо, головний по шахті, та гине через напад шрайкерів. Ерл та Грейді вчасно приїжджають, щоб убити потвору. Потім, приїжджає Берт на понівеченій вантажівці, та сам Берт був неушкоджений. Йому вдалося спіймати одного шрайкера живцем.
За допомогою багатьох дослідів герої з'ясовують, що шрайкер бачить лише тепло. Та Берт не врахував, що до днища його вантажівки причепився ще один шрайкер і з'їв запас харчів. Після цього істота народжує багато нових шрайкерів у гаражі.
Берт, Ерл, Кетрін і Грейді здогадуються як заманити за допомогою тепла шрайкерів у гараж, де стояла вантажівка з вибухівкою. Кетрін, Грейді та Берт оббризкують Ерла з вогнегасника, щоб шрайкери не відчули тепла його тіла. Невидимий для чудовиськ, Ерл кидає вибухівку у вантажівку і знищує всіх шрайкерів.

## Головні герої

### Берт Гаммер
Берт Гаммер — герой фільмів Тремтіння Землі, Тремтіння Землі 2: Повторний удар, Тремтіння Землі 3: Повернення у Перфекшн, Тремтіння Землі 4: Легенда починається. Живе у місті Перфекшн. Одружений з Хезер Гаммер. У другій частині розлучився з Хезер. Знає про грабоїдів усе. Актор, який виконав роль Берта — Майкл Грос. Діяльність: Солдат, помішаний на зброї, у другій і третій частині обладнав будинок протиграбоїдною системою, у третій частині солдат у відставці. У четвертій частині прапрадід сучасного Берта, також має колекцію зброї.

### Ерл Бассет
Ерл Бассет простий роботяга, чия доля переплелась із величезними хробаками-грабоїдами, а згодом і шрайкерами. Герой фільмів Тремтіння Землі і Тремтіння Землі 2: Повторний удар. У першій частині разом з Велом збирався виїхати із містечка Перфекшн. У другій частині йому запропонували їхати у Мексику, для того, щоб знищити грабоїдів. За одного мертвого грабоїда йому давали 50 000 доларів. Роль Ерла виконав актор Фред Уорд.

### Грейді Хувер
Молодий шибайголова, фанат Ерла Бассета иа Берта Гаммера. Шукав пригод. Саме він порадив мексиканській нафтовій компанії Ерла. Із книжок знає про грабоїдів практично все. Напарник Ерла Бассета і Берта Гаммера у другій частині фільму. Крістофер Гартін виконав його роль.

### Кейт Райлі
Молода геолог нафтової компанії. У минулому модель. У 1976 її фото було опубліковано на календаря, місяць жовтень. Зустрічалась з Ерлом Бассетом, згодом, вийшла за нього заміж. Роль Кейті виконала Хелен Шейвер.